# Ngày Ấy Và Sau Này (album của Cá Hồi Hoang)
Ngày Ấy Và Sau Này là album phòng thu thứ năm của ban nhạc Việt Nam Cá Hồi Hoang được phát hành bởi Lumif Recordings vào ngày 14 tháng 5 năm 2021. Album bao gồm 10 bài hát theo với 2 đĩa đơn đã ra mắt trước đó là "Chờ (Điều Tốt Nhất)" và "Một Màu".

## Danh sách bài hát
| Danh sách bài hát của Ngày Ấy Và Sau Này | Danh sách bài hát của Ngày Ấy Và Sau Này           | Danh sách bài hát của Ngày Ấy Và Sau Này |
| STT                                      | Nhan đề                                            | Thời lượng                               |
| ---------------------------------------- | -------------------------------------------------- | ---------------------------------------- |
| 1.                                       | "Phòng Trống"                                      | 4:07                                     |
| 2.                                       | "Một Màu"                                          | 4:07                                     |
| 3.                                       | "Cứ Để Ngày Mai"                                   | 3:46                                     |
| 4.                                       | "Cuộc Đời Còn Bao Nhiêu Điều Mình Sẽ Mãi Chưa Làm" | 3:54                                     |
| 5.                                       | "Ngày Ấy Và Sau Này"                               | 3:38                                     |
| 6.                                       | "Giả"                                              | 4:13                                     |
| 7.                                       | "Lần Thứ Hai"                                      | 3:49                                     |
| 8.                                       | "Một Câu"                                          | 4:00                                     |
| 9.                                       | "Ánh Sáng"                                         | 3:20                                     |
| 10.                                      | "Chờ (Điều Tốt Nhất)"                              | 4:08                                     |
| Tổng thời lượng:                         | Tổng thời lượng:                                   | 39:02                                    |

## Những người thực hiện
Âm nhạc
- Nguyễn Viết Thành – sản xuất, viết lời, hát chính, guitar, nhạc cụ bổ sung (tất cả bài hát)
- Nguyễn Thanh Minh – guitar (tất cả bài hát)
- Bùi Khắc Đạt – bass (1–6, 8–10)
- Simon Lannoy – cello (7)
- Võ Trần Nguyên Thanh – trống (9)